# Mercury Rev

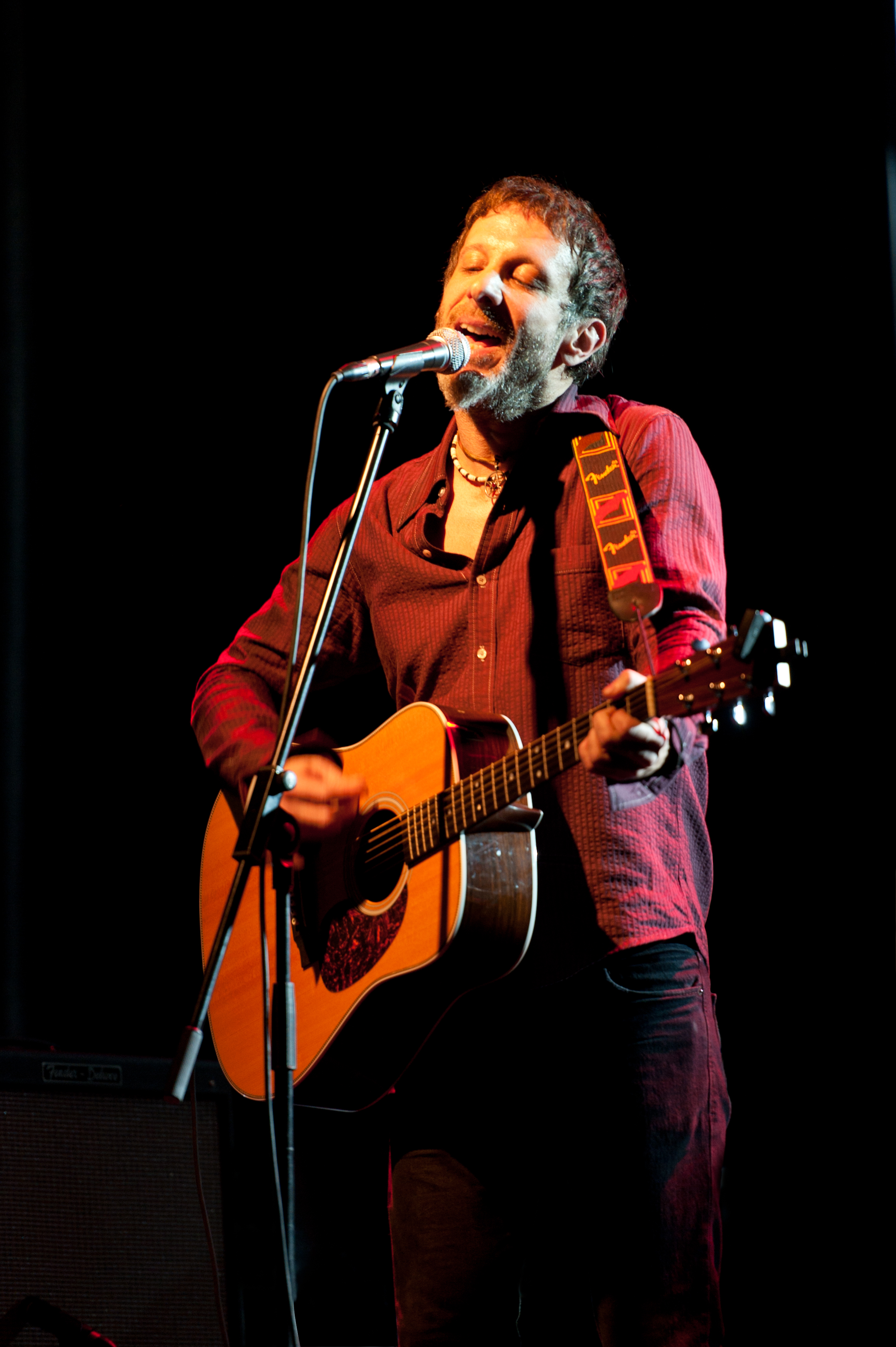
Jonathan Donahue na koncercie Mercury Rev, Tel Aviv, 2010

Mercury Rev – amerykański zespół rockowej alternatywy, założony pod koniec lat 80. w Buffalo w stanie Nowy Jork. Obecnie w skład zespołu wchodzą: Jonathan Donahue (wokal, gitara akustyczna), Sean 'Grasshopper' Mackowiak (gitary), Carlos Anthony Molina (gitara basowa), Jeff Mercel (perkusja, fortepian)i Jason Miranda (perkusja).
W pierwotnym zamyśle twórczość Mercury Rev miała być materiałem muzycznym do eksperymentalnych filmów tworzonych przez członków zespołu i ich znajomych. Szybko jednak udało się podpisać kontrakt z wytwórnią płytową i w 1991 roku ukazał się indierockowy debiut pt. "Yerself Is Steam". Cieszył się on popularnością przede wszystkim w Wielkiej Brytanii. Kolejne produkcje to Boces (1993) i See You on the Other Side (1995). Przełomem stała się płyta Deserter's Songs wydana w 1998 roku, na której indierockowe korzenie zmieszały się z elementami folku, jazzu, popu, psychodelicznego rocka, a nawet muzyki poważnej. Album otrzymał entuzjastyczne recenzje na całym świecie, a nazwa Mercury Rev stała się rozpoznawalna wśród fanów rocka. W 2001 roku na rynek trafił All is Dream - tym razem ocierający się o stylistykę psychodelicznego rocka z lat 60. i 70. W 2005 roku ukazało się The Secret Migration. 30 października 2006 na rynku pojawił się dwupłytowy album The Essential: Stillness Breathes 1991-2006 dokumentujący 15-letnią działalność zespołu. Dokładnie 10 lat po premierze najwyżej ocenionego Deserters Songs, 30 października 2008 roku do sklepów trafił 7. pełnowymiarowy album grupy. Recepcja Snowflake Midnight, przebiegała dwutorowo. Jedni krytycy widzieli w albumie kongenialnego następcę " Piosenek dezerterów". Przeważały jednakże opinie będące konstatacją, iż zespół swemu opus magnum nie dorównał. Do Snowflake Midnight dołączony był eksperymentalny album Strange Attractor, którego nabycie możliwe było za pomocą internetu. 
Grupa w Polsce po raz pierwszy wystąpiła 10 września 2006 roku na Warszawskim Torze Wyścigów Konnych na Służewcu w ramach 1. edycji festiwalu Summer of Music. 30 listopada 2008 roku zespół zagrał w Art Cafe Muza w Sosnowcu w ramach Górnośląskiego Festiwalu Sztuki Kameralnej. Po raz kolejny zespół powrócił do Polski 23 listopada 2010. Występ znowu odbył się w ramach Festiwalu Sztuki Kameralnej.

## Dyskografia
Albumy
- 1991 - Yerself Is Steam
- 1993 - Boces
- 1995 - See You on the Other Side
- 1998 - Deserter's Songs (#27 UK)
- 2001 - All Is Dream (#11 UK)
- 2005 - The Secret Migration  (#16 UK)
- 2008 - Snowflake Midnight
- 2008 - Strange Attractor
- 2015 - The Light In You
- 2019 - Bobbie Gentry's 'The Delta Sweete' Revisited
- 2024 - Born Horses

Single/EP
- 1992 - Lego My Ego (razem z Yerself Is Steam)
- 1992 - Car Wash Hair
- 1992 - If You Want Me to Stay
- 1993 - The Hum Is Coming From Her
- 1993 - Chasing a Bee
- 1993 - Bronx Cheer
- 1993 - Something for Joey
- 1995 - Everlasting Arm
- 1995 - Young Man's Stride
- 1998 - Goddess on a Hiway (#26 UK, ponownie wydany w 1999)
- 1998 - Delta Sun Bottleneck Stomp (#26 UK)
- 1999 - Opus 40 (#31 UK)
- 1999 - Holes (tylko w Australii)
- 2001 - Nite and Fog
- 2002 - The Dark Is Rising (#16 UK)
- 2002 - Little Rhymes
- 2004 - Secret for a Song (do kupienia tylko w Internecie)
- 2005 - In a Funny Way (#28 UK)
- 2005 - Across yer Ocean

Składanki
- 2006 - Stillness Breathes
- 2006 - Back to Mine: Mercury Rev